# Sphenocleaceae
Sphenocleaceae é uma família de plantas angiospérmicas (plantas com flor - divisão Magnoliophyta), pertencente à ordem Solanales.
O grupo contém apenas um género, Sphenoclea, e três espécies de plantas herbáceas de distribuição pantropical, Sphenoclea dalzielii, Sphenoclea pongatium e Sphenoclea zeylanica, sendo esta ultima com ocorrência registrada no Brasil. Alguns autores consideram estas espécies como sinônimas e, portanto, a família seria monotípica.

## Gêneros
Esta família possui apenas um único gênero, Sphenoclea.

## Espécies
- Sphenoclea dalzielii
- Sphenoclea pongatium
- Sphenoclea zeylanica

## Etimologia
Nome origina do grego Spheno = Cunha, objeto de metal em forma triangular, utilizado para fendar madeira. O significado do nome designa a forma da inflorescência em formato de espiga que se afina na ponta, similar ao formato da ferramenta.

## Morfologia
Sphenocleaceae são ervas anuais, com caule fistuloso (alongado, cujo interior é oco), encontradas em áreas alagáveis.

Filotaxia: Folhas do tipo simples, alternas, sem estipulas e com margem inteira.

Inflorescência: Racemosa, do tipo espiga.

Flores: Não vistosas, densamente dispostas, bissexuadas, actinomorfas (radial) e diclamídeas. Cálice pentâmero, gamossépalo e prefloração imbricada. Corola pentâmera, gamopétala, alva e arroxeada, plicada e prefloração imbricada. Estames epipétalos, alternipétalos, com filetes ligeiramente dilatados na base e anteras rimosas. Ovário ínfero, bicarpelar, bilocular, placentação axial, com muitos óvulos por lóculo, estilete único ou estigma séssil.

Fruto: Cápsula circuncisa de cor marrom-amarelada, membranácea, deixando a base escariosa persistente na raque após a deiscência.

## Distribuição

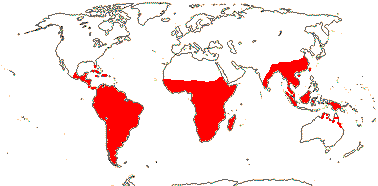
Ocorrência no globo.

Sphenocleaceae possui distribuição pantropical (África tropical, provavelmente introduzida na Ásia tropical e nas Américas, na região neotropical).
Pode ocorrer em quase qualquer tipo de solo úmido, em baixas margens, ao longo de valas, pântanos, leitos secos de rios e lagoas, até 300m de altitude. Está presente principalmente em planície irrigada e campos de arroz.
No Brasil, S. zeylanica é relativamente pouco comum, ocorrendo em áreas alagáveis, principalmente na região centro-oeste e na Amazônia.
Ocorrência registrada nas regiões:
- Norte (Acre, Amazonas, Amapá, Pará, Rondônia)
- Nordeste (Alagoas, Ceará, Maranhão, Pernambuco, Piauí)
- Centro-oeste (Mato Grosso do Sul, Mato Grosso)
- Sudeste (Rio de Janeiro).

Domínios Fitogeográficos: Amazônia, Caatinga, Mata Atlântica, Pantanal

Tipos de Vegetação: Campo de Várzea, Floresta de Várzea, Vegetação Aquática.

## Adaptação/Caracteres evolutivos
Família irmã das Hydroleaceae. Tradicionalmente ambas eram posicionadas próximas à família Boraginaceae. A presença de um ovário ínfero fez com que muitos autores tivessem anteriormente incluído esta família entre as Asterales ou entre as Campanulales. O posicionamento desta família ainda não é totalmente claro, porém trabalhos mais recentes têm posicionado-a entre as Solanales.

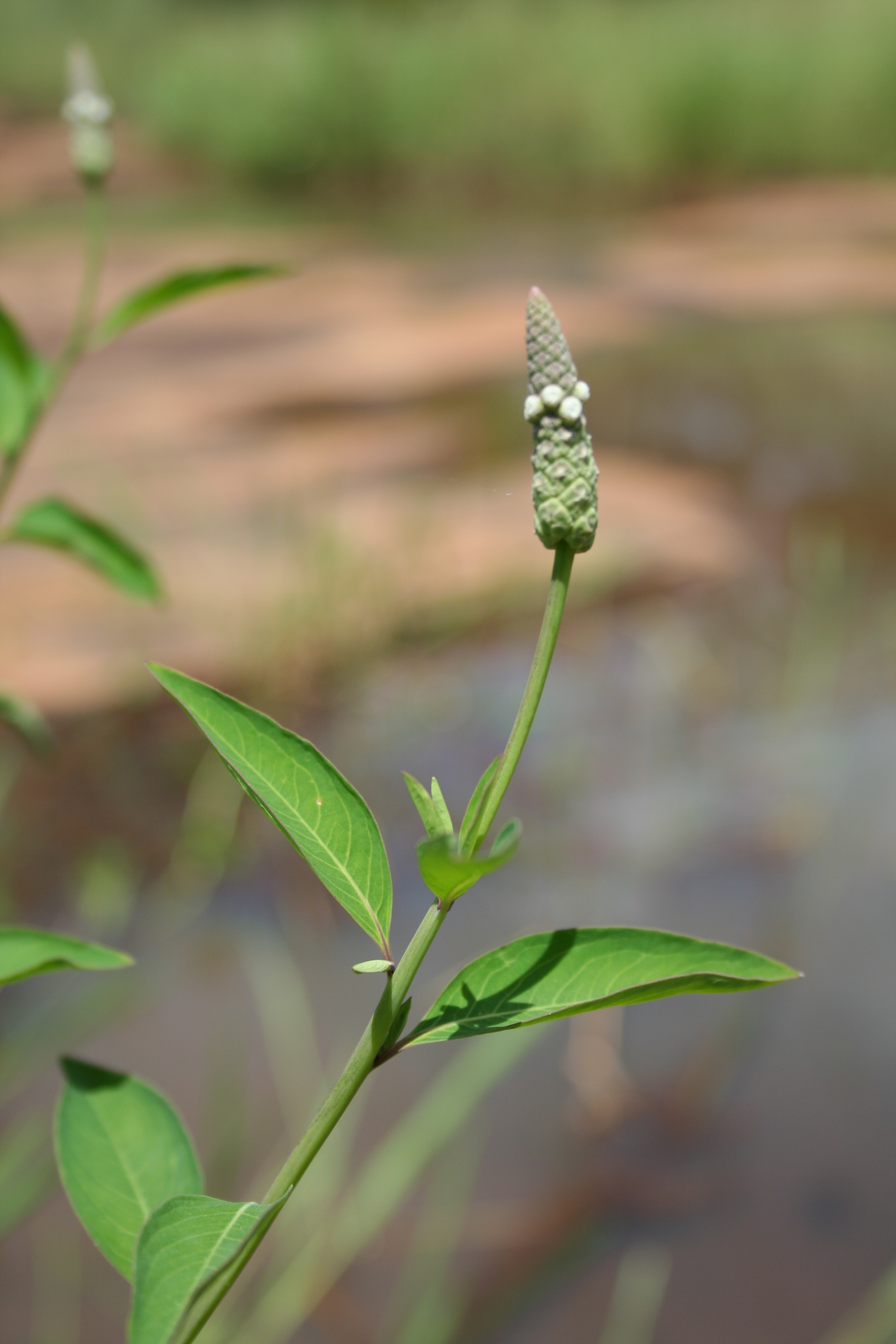
Sphenoclea zeylanica

## Reprodução
Carece de estudos sobre seus polinizadores e forma de dispersão.
Frutos redondos de diâmetro variando entre 4 a 5 mm e numerosas sementes, com tamanho médio de 0.5mm.
Florescem de Junho a Novembro e frutificam de Julho a Janeiro.

## Importância econômica
Comportam-se como invasoras de culturas em todo o mundo, principalmente em plantios de arroz e em canais de irrigação, sendo relatadas como causadoras de perdas no rendimento de até 50% na produção de arroz.
Folhas, plantas jovens (brotos) e o cume de plantas mais velhas são cozidos a vapor e comidos como um vegetal, principalmente na Indonésia, porém não apresentam grande importância econômica por serem muito abundantes.

## Uso medicinal
Esmagam-se as folhas a fim de formar uma substância pastosa, aplicada em forma de compressa, usadas contra picadas de animais venenosos e para curar úlceras.

## Conservação
Não há riscos de extinção, pois são muito abundantes em algumas partes do mundo, principalmente na Ásia, onde comportam-se como ervas daninha em culturas de arroz.